# Luciano Emílio
Luciano Emilio da Silva (ur. 12 grudnia 1978 w Ilha Solteira) – brazylijski piłkarz występujący najczęściej na pozycji napastnika, obecnie zawodnik meksykańskiej Nezy.

## Kariera klubowa
Emilio swój pierwszy profesjonalny kontrakt podpisał w wieku 16 lat z zespołem XV de Piracicaba. Wywalczył tutaj mistrzostwo trzeciej ligi brazylijskiej, a następnie przeniósł się do innej drużyny grającej w Campeonato Paulista – Rio Branco. Latem 1997 związał się umową z klubem występującym w niemieckiej Bundeslidze – 1. FC Köln. Tutaj zaczynał od drużyn juniorskich i ostatecznie przebił się do pierwszej drużyny, jednak rozegrał tylko 6 spotkań ligowych, nie strzelając gola. 21–letni Brazylijczyk został więc oddany do zespołu 2. Bundesligi, Alemannii Aachen, gdzie grał przez 2 lata. Następnie zaliczył roczny epizod w ojczyźnie, gdzie występował w União Barbarense.
W 2002 roku Emilio wyjechał do Hondurasu. Znalazł tam pracodawcę w postaci czołowego klubu ligi, Real España. Dał się tutaj poznać jako jeden z najlepszych snajperów – dwa razy wywalczył tytuł króla strzelców (Clausura 2003, Clausura 2004) oraz mistrzostwo Hondurasu w sezonie Apertura 2003. W roku 2004 trafił do najpopularniejszego i najbardziej utytułowanego zespołu w kraju – Olimpii Tegucigalpa. Podczas fazy Apertura 2004 zdobył trofeum króla strzelców, a pół roku później mistrza ligi honduraskiej. W kwietniu 2005 Brazylijczyk związał się umową z meksykańskim drugoligowcem – Querétaro FC. Podczas półrocznego pobytu w tym klubie miał duży wkład w zdobycie mistrzostwa Primera A – zdobył 10 bramek. W październiku powrócił do Olimpii, z którą zdobył trzeci i czwarty tytuł mistrza Hondurasu oraz czwarte trofeum dla najlepszego strzelca w tym kraju. Strzelił 8 goli w Copa Interclubes UNCAF w roku 2006, kiedy to Olimpia przegrała w finale z kostarykańskim Puntarenas po rzutach karnych. Dzięki drugiemu miejscu zakwalifikowała się do Pucharu Mistrzów CONCACAF.
16 stycznia 2007 Luciano Emilio został oficjalnie przedstawiony jako nowy nabytek amerykańskiego zespołu D.C. United. Tworzył tutaj ofensywny duet z Jaime Moreno. W nowym zespole zadebiutował 21 lutego w meczu ze swoim ostatnim klubem – Olimpią – w rozgrywkach Pucharu Mistrzów CONCACAF. W 45 minucie wbił honduraskiemu zespołowi bramkę, a spotkanie zakończyło się wynikiem 4:1. W rewanżu 29–letni Emilio popisał się dwoma trafieniami, a D.C. United wygrało łącznym wynikiem 7:3. Wbił też gola Guadalajarze w półfinale rozgrywek, jednak jego zespół nie zdołał awansować do finału. Brazylijczyk wspólnie z Omarem Bravo zdobył tytuł króla strzelców imprezy. Pierwszy sezon Emilio w Major League Soccer był bardzo udany – wywalczył on trofeum dla najlepszego strzelca ligi z 20 golami na koncie. Poprzednim razem granicę 20 bramek w jedynym sezonie MLS osiągnął Gwatemalczyk Carlos Ruiz w 2002 roku. Osiągnięcie Brazylijczyka było też najlepszym wynikiem bramkowym w D.C. United od 1996 roku, kiedy to 23 trafienia zdobył Raúl Díaz Arce. Emilio od 10 czerwca do 4 lipca zdobywał gole w 5 meczach z rzędu, co było drugą w kolejności najdłuższą serią w historii ligi. Napastnik urodzony w Ilha Solteira został mianowany piłkarzem miesiąca września (strzelił 6 goli w 6 meczach) oraz trzykrotnie piłkarzem tygodnia (kolejki 11, 18 i 23). Strzelił co najmniej jednego gola każdemu zespołowi w MLS, oprócz Houston Dynamo. Ukoronowaniem jego formy było zdobycie nagrody MVP i wybór do MLS Best XI – najlepszej jedenastki sezonu. We wszystkich rozgrywkach zdobył 23 gole i asystę w 39 spotkaniach (38 w podstawowym składzie).
W kolejnym roku Emilio prezentował niższy poziom aniżeli w poprzednim sezonie, ale i tak był najbardziej bramkostrzelnym napastnikiem w drużynie D.C. United. W sezonie ligowym zanotował 11 goli i 5 asyst w 27 meczach (25 w wyjściowej jedenastce). Został mianowany piłkarzem czerwca, kiedy to zdobył 7 goli i asystę, a United odnieśli 4 zwycięstwa i 2 porażki. 7 czerwca gol Emilio przeciwko Chicago Fire został wybrany najładniejszą bramką tygodnia. Tydzień później skompletował pierwszy hat trick w Major League Soccer – przeciwko New York Red Bulls. Ogółem w 2008 roku w czterech meczach zaliczał trafienia decydujące o zwycięstwie drużyny z Waszyngtonu. We wszystkich rozgrywkach zanotował 18 goli i 5 asyst w 41 meczach.
Podczas trzeciego z kolei sezonu Brazylijczyka w zespole D.C. United wciąż był on jego najlepszym napastnikiem. W lidze zaliczył 10 goli i 2 asysty w 27 meczach, natomiast we wszystkich turniejach 13 goli i 3 asysty w 34 meczach. Wspólnie z Juanem Pablo Ángelem był jedynym piłkarzem, który w ostatnich 3 sezonach zdobył ponad 10 goli w MLS. Zanotował też 3 trafienia w Lidze Mistrzów CONCACAF – wszystkie przeciwko honduraskiemu Marathónowi. United nie wyszli jednak z grupy, zajmując w niej 3. miejsce. W sierpniu po trzyletnim pobycie w USA otrzymał zieloną kartę, dzięki czemu nie był wliczany do limitu obcokrajowców w swoim klubie.
Brazylijski napastnik zdecydował się nie przedłużać swojego wygasającego po 2009 roku kontraktu z D.C. United, którego zarząd zaoferował mu niższe niż dotychczas zarobki. W styczniu, jako wolny zawodnik, powrócił do ojczyzny, gdzie podpisał trzymiesięczną umowę ze swoim byłym klubem, Rio Branco. Po jej wygaśnięciu 28 kwietnia zdecydował się na powrót do D.C. United, z którym również podpisał opiewający na 3 miesiące kontrakt. 1 maja, na oficjalnej prezentacji przyznał, że ma ofertę z Meksyku, którą będzie rozważał po zakończeniu umowy. Swój pierwszy mecz po powrocie do USA 31–letni Brazylijczyk rozegrał 1 maja 2010 przeciwko New York Red Bulls (0:2), kiedy to w 66 minucie zmienił Juana Manuela Peñę.
Po wygaśnięciu kontraktu z D.C. United Emilio został piłkarzem urugwajskiego pierwszoligowca Danubio. W jego barwach zdobył zaledwie jedną bramkę w 6 spotkaniach i szybko odszedł z klubu. Na początku 2011 roku został graczem meksykańskiego klubu Neza FC, występującego w rozgrywkach drugoligowych.